# Bencani
Bencani (wł. Benzani) – wieś w Chorwacji, w żupanii istryjskiej, w gminie Oprtalj. W 2011 roku liczyła 7 mieszkańców.